# Arulgele
Arulgele is een bestuurslaag in het regentschap Aceh Tengah van de provincie Atjeh, Indonesië. Arulgele telt 827 inwoners (volkstelling 2010).